# Comando subacquei e incursori "Teseo Tesei"
Il Comando Raggruppamento Subacquei e Incursori "Teseo Tesei", comunemente ed internazionalmente conosciuto con l'acronimo di COMSUBIN, è un reparto d'élite della Marina Militare, che comprende il "Gruppo Operativo Subacquei" (G.O.S.), e il “Gruppo Operativo Incursori” (G.O.I) unità delle forze speciali italiane.
Costituito nel 1952 e dal 15 febbraio 1960 nella sua organizzazione attuale, è stato intitolato al maggiore del genio navale Teseo Tesei, medaglia d'oro al valor militare alla memoria. La sede del raggruppamento è situata in località Le Grazie (Portovenere) nel comprensorio del Varignano.
Il COMSUBIN dipende direttamente dal capo di stato maggiore della Marina Militare ed è retto da un ufficiale ammiraglio.

## Storia

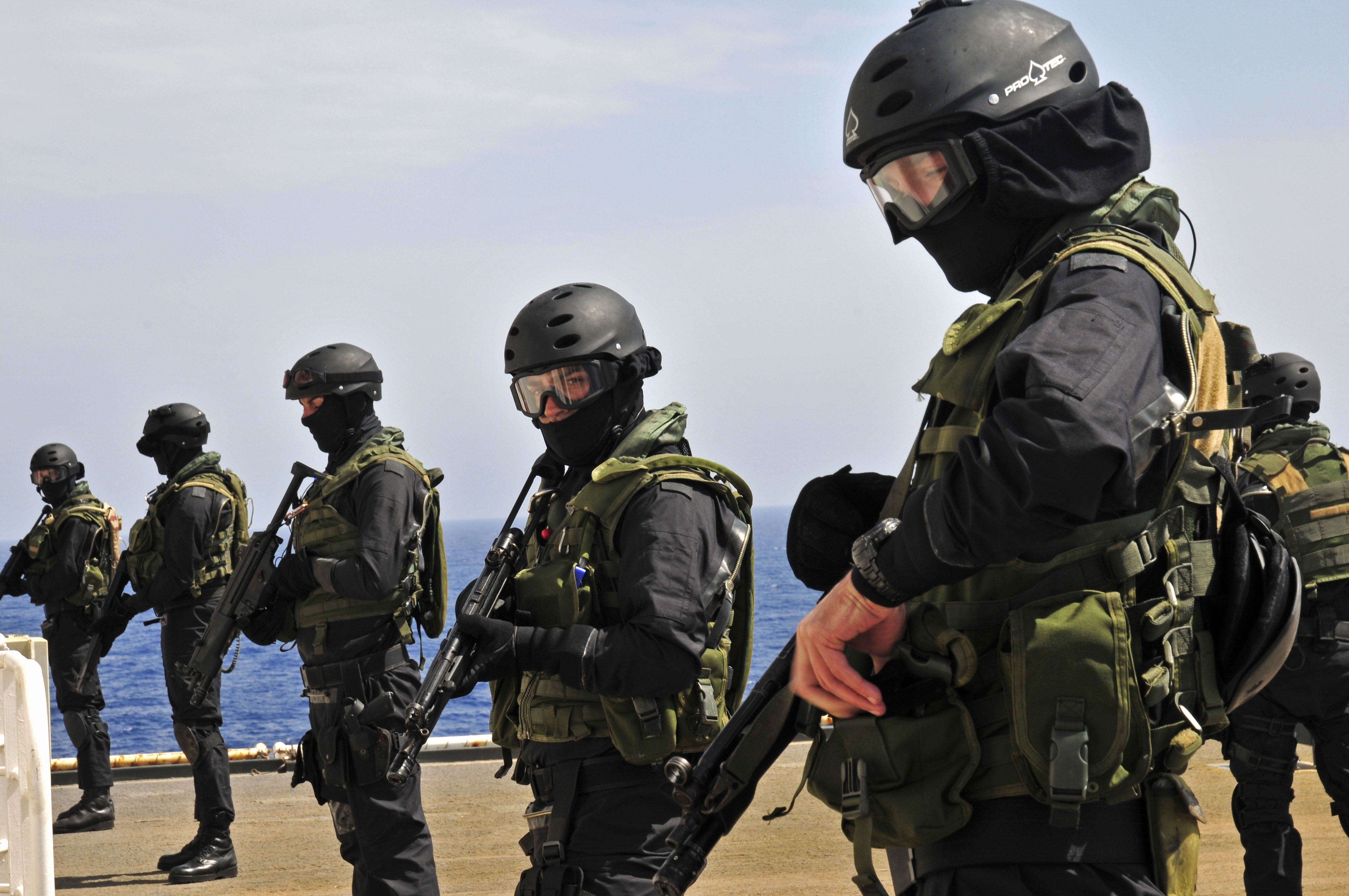
Commando del GOI del COMSUBIN

(Maggior generale Sir Peter Cosgrove, ex capo di Stato maggiore della Defence Force australiana, Governor-General of the Commonwealth of Australia 2014-2019)

### La scuola palombari
La prima scuola palombari, nata a Genova il 24 luglio 1849, viene trasferita nella base del Varignano il 10 novembre 1910 e, divenendo una specializzazione dei "torpedinieri", ha miscelato le capacità di condurre qualsiasi lavoro subacqueo con quelle di neutralizzare gli ordigni esplosivi rinvenuti in acqua.

### I primi gruppi d'incursione
La formazione dei primi gruppi di incursione subacquea si ebbe con la prima guerra mondiale: utilizzando mezzi come i MAS e la Torpedine semovente Rossetti (nota come "mignatta" e dalla quale derivò il siluro a lenta corsa o "maiale"), gli uomini della Regia Marina portarono a segno numerose azioni contro la flotta austro-ungarica, infliggendo pesanti perdite al nemico in azioni sensazionali come la storica impresa di Premuda.
All'ufficiale del Genio Navale Armando Andri va il merito di aver condotto il primo recupero della storia in bassofondale di una corazzata, il Leonardo da Vinci (lunghezza 167 m - dislocamento 22.700 t), avvenuto nel Mar Piccolo di Taranto nel 1921, azione che fu la pietra miliare di tutte le attività del lentiare.

Un operatore Gamma della Xª Flottiglia MAS

Con la Legge del 15 giugno 1933, inerente alle varianti al testo unico dell'ordinamento del Corpo Reale degli Equipaggi Marittimi (CREM), viene intanto disposta la Prima formazione della categoria palombari.
L'origine degli Incursori del COMSUBIN va tuttavia ricondotta specificamente agli anni '30, con l'impiego sperimentale – oltre ai già rammentati MAS – di mezzi d'assalto speciali e di materiali e dotazioni che consentissero ai singoli operatori il loro impiego subacqueo, come apparati di respirazione e mute.
Il primo reparto “organico”, denominato “Comando dei Mezzi d'Assalto”, venne costituito nel 1938 presso il Iº Gruppo Sommergibili ed assunse il nominativo di copertura Iª Flottiglia MAS, cambiato successivamente nel 1941 in Xª Flottiglia MAS.
Fino al 1º luglio 1939, però, non era stato costituito un reparto organico ad hoc. In tale data, alla Spezia, nacque la Iª Flottiglia MAS.
Nel settembre dello stesso anno venne istituita la “Scuola Sommozzatori” presso il porticciolo di San Leopoldo dell'Accademia Navale di Livorno, realizzata ed avviata da Angelo Belloni, l'ideatore dell'autorespiratore a ossigeno (ARO). In questa scuola venivano accentrati ufficiali e sottufficiali provenienti da tutte le categorie per essere addestrati all'uso dei primi ARO ed essere selezionati per venire successivamente assegnati al gruppo degli uomini Gamma oppure a quello dei siluri a lenta corsa (SLC).
In particolare, coloro i quali erano stati selezionati per specializzarsi all'uso degli SLC, venivano inviati nella base di Bocca di Serchio, sita in un luogo isolato di proprietà della famiglia Salviati, dove in gran segreto effettuavano tutto l'addestramento integrativo per sviluppare la capacità a condurre efficacemente i mezzi insidiosi e a piazzare in maniera occulta le cariche sotto le chiglie del naviglio avversario al fine di affondarlo o renderlo inutilizzabile.

### Seconda guerra mondiale

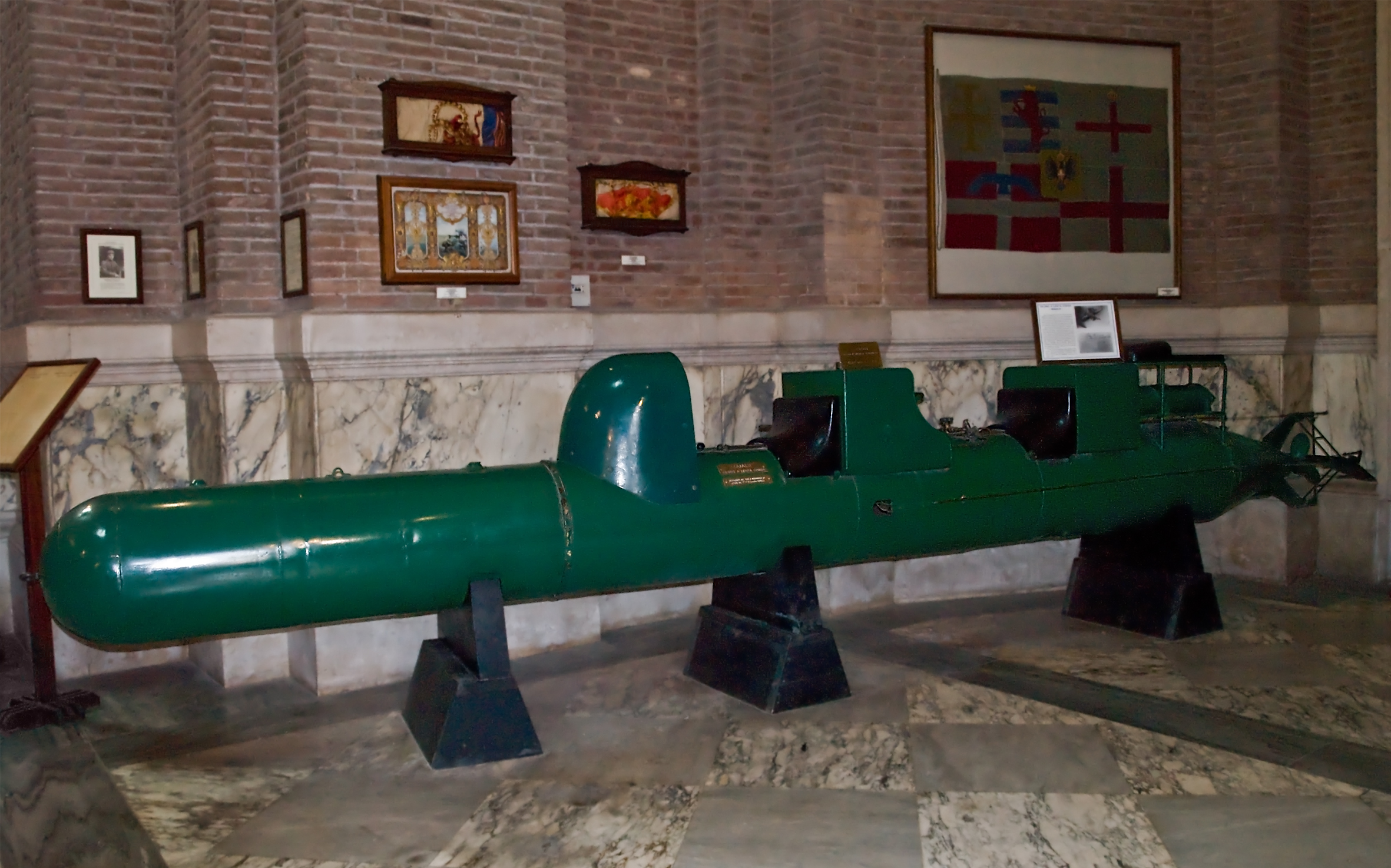
Un siluro a lenta corsa (maiale) della seconda guerra mondiale

Complessivamente, nel corso della seconda guerra mondiale (10 giugno 1940 – 8 settembre 1943), gli uomini dei mezzi d'assalto e delle Flottiglie MAS della Regia Marina affondarono o danneggiarono gravemente naviglio da guerra per 72.190 tonnellate e naviglio mercantile per un totale di 130.572 tonnellate.
Le prede più significative furono le corazzate Valiant e Queen Elisabeth, colpite nella rada di Alessandria d'Egitto nella notte tra il 18 ed il 19 dicembre 1941. Quell'operazione, nota come l'impresa di Alessandria, vide sei operatori dei mezzi d'assalto subacquei italiani violare il porto per condurre uno degli attacchi navali più devastanti della storia marittima.
In riconoscimento del valore dimostrato dagli uomini dei mezzi d'assalto della Regia Marina, sono state assegnate:
- la medaglia d'oro al valor militare allo stendardo della Xª Flottiglia MAS e successivamente alla bandiera del Raggruppamento subacquei e incursori della Marina Militare;
- trentatré medaglie d'oro, centoquattro medaglie d'argento, trentatré medaglie di bronzo al valor militare al personale dei mezzi d'assalto della Marina Militare (alla memoria o ai viventi).[7]

#### I reparti GNP
Contemporaneamente la Regia Marina, prelevandoli dal "San Marco", aveva istituito nel 1941 a Pola un reparto "Guastatori", cui si aggiunsero un battaglione "Nuotatori" e uno "Paracadutisti", in previsione dell'invasione di Malta. Si sperimenta così per la prima volta il lancio in mare.
Sfumata questa operazione, questi specialisti furono utilizzati nel 1942 in Provenza e in Corsica.
Nell'aprile 1943 furono riuniti a Livorno nel Gruppo battaglioni Nuotatori Paracadutisti, al comando del capitano di fregata Carlo Simen, sotto le dipendenze di Generalmas.

#### Dall'armistizio alla fine della guerra
Dopo l'armistizio dell'8 settembre 1943 a Taranto venne riorganizzato un reparto del Regno del Sud nel quale confluirono parte degli uomini dei mezzi d'assalto. Questo reparto prese il nome di Mariassalto Taranto e fu posto sotto il comando del capitano di fregata Ernesto Forza, già comandante della Decima Flottiglia MAS. A questi si unirono anche Antonio Marceglia, Luigi Durand de La Penne e altri operatori fatti prigionieri dagli inglesi e rimpatriati nel 1944. Quest'unità partecipò ad azioni al fianco di quelle alleate corrispondenti. In particolare vennero effettuate due operazioni di rilievo: la prima alla Spezia, nella notte del 21 giugno 1944, che portò all'affondamento dell'incrociatore pesante Bolzano, e la seconda nel a Genova, dove, nella notte del 19 aprile 1945, permise di affondare l'Aquila, quella che sarebbe dovuta diventare la prima portaerei italiana, per impedire che i tedeschi la utilizzassero per bloccare l'imboccatura del porto.
Al contempo, però, al Centro Nord, nella Repubblica Sociale Italiana, sotto il nome di Xª Flottiglia MAS, (con comandante il principe Junio Valerio Borghese), altri elementi del reparto incursori della Marina continuarono a operare sotto la bandiera della RSI.
All'interno della caserma della X^ M.A.S. dopo l'8 settembre il tricolore continuava a sventolare, i marinai protessero con le armi in pugno qualsiasi tentativo di occupazione della loro base.
Borghese riuscì nei mesi successivi a mantenere una certa autonomia operativa dalle forze tedesche e dai comandi della Marina repubblichina.

### L'immediato dopoguerra
Subito dopo la guerra vennero istituiti, nei diversi Comandi Marina, gli Uffici sminamento porti che avevano alle loro dipendenze i Gruppi staccati sommozzatori, provenienti dal Maricentrosub Taranto, un nuovo Ente nato dalla soppressione di Mariassalto.
Un Gruppo staccato sommozzatori operava in Liguria, una regione che a causa dei suoi porti risultava pesantemente bersagliata dai bombardamenti alleati e dagli autoaffondamenti di navi all'imboccatura dei porti effettuati dai tedeschi in fuga. La loro opera fu titanica: si pensi solo che nel luglio del 1945 la rada della Spezia si presentava come un cimitero di navi (erano presenti oltre 320 scafi affondati che occludevano anche gli ingressi della diga foranea) nel quale erano disseminati migliaia di ordigni esplosivi pronti a saltare in aria.

### Gruppo arditi incursori
Diventarono strutture ufficiali della Marina Militare nel 1952 (dopo la revoca dei vincoli del Trattato) con la costituzione, sotto il comando del tenente di vascello MAVM Aldo Massarini, di Maricentrosub, successivamente ridenominato MARICENT.ARD.IN.
Con Maricentrosub La Spezia vennero costituiti i Nuclei SDAI (Sminamento difesa antimezzi insidiosi), nei quali transitarono i palombari che operavano nei Gruppi staccati sommozzatori e, nel 1950, i nuotatori guastatori del Gruppo Gamma, che raccoglieva il personale che, nel segreto, aveva mantenuto viva l'esperienza maturata con i mezzi d'assalto che, a seguito di alcune clausole del trattato di pace di Parigi, la Marina Militare non avrebbe più dovuto possedere.
Nel 1952 il capo di stato maggiore della Marina Militare, ammiraglio Pecori Giraldi, incaricò Massarini di cominciare a studiare la possibile ricostituzione di un reparto di incursori subacquei, unendo le esperienze dei nuotatori guastatori e dei nuotatori paracadutisti. Così, dopo la revoca dei vincoli del trattato di Parigi, col Foglio d'ordine n. 44 del 30 maggio 1952 venne istituito al Varignano il Gruppo arditi incursori, che fu posto alle dipendenze di Maricentrosub La Spezia.
Venne avviata una prima riorganizzazione su spinta del comandante di Maricentrosub, l'ammiraglio Gino Birindelli, assumendo la denominazione di MariSubArdIn nel 1956, i cui membri, oltre alle operazioni in mare, venivano addestrati al combattimento in montagna e alle attività aviolancistiche (a partire dal 1962).

### La costituzione del COMSUBIN
Già nel 1959 il Comando assunse la nuova denominazione MaricenSubIn, segno del continuo sviluppo dei Reparti in esso presenti, per poi assumere nel 15 febbraio 1960 l'attuale e definitiva organizzazione con la costituzione del Comando Raggruppamento subacquei ed incursori “Teseo Tesei”, denominato appunto COMSUBIN.
Il caimano presente sul fregio di COMSUBIN ricorda ed onora i "Caimani Neri del Piave", gli arditi della Marina nella prima guerra mondiale.
Il Raggruppamento subacquei e incursori Teseo Tesei fu uno dei primi comandi militari ad intervenire, con i propri uomini ed i propri mezzi, durante l'alluvione a Firenze del 4 novembre 1966, apportando aiuti alla popolazione locale. Ciò valse al Raggruppamento la medaglia d'argento al valor civile.

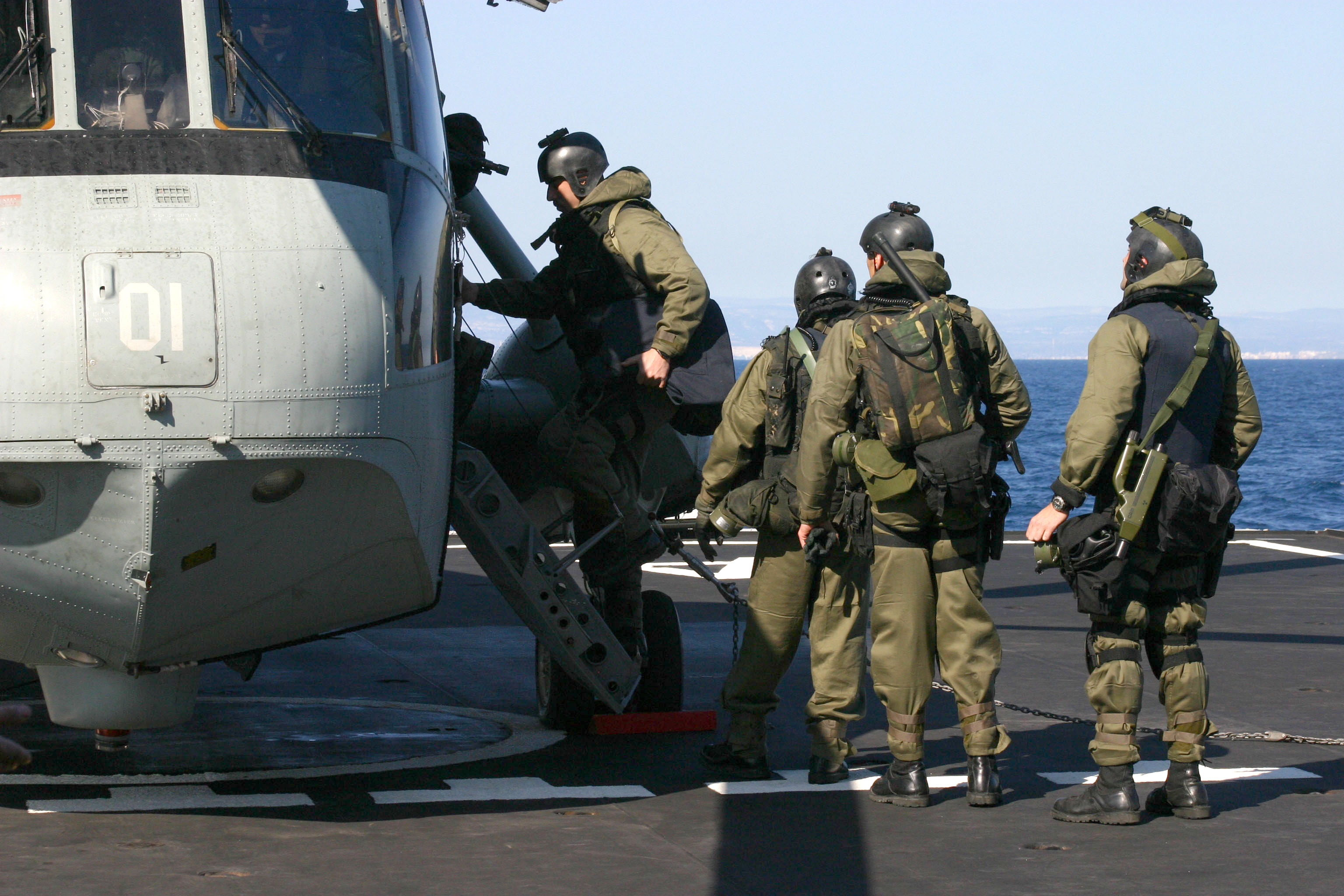
incursori del Comsubin si imbarcano su un SH-3D del reparto Eliassalto

Il 30 dicembre 1985 nacquero i Gruppi operativi speciali (GOS) su disposizione dell'allora ministro della Difesa Spadolini, e furono chiamati a farne parte una quota del Col Moschin dell'Esercito, e una del COMSUBIN, per operazioni del Sismi.

### Le operazioni all'estero
Gli operatori del Gruppo operativo incursori sono stati impiegati nell'ambito di un'operazione destinata al recupero dei cittadini italiani in Ruanda durante la crisi politica e il genocidio del 1994 e nell'operazione di rafforzamento della pace a Timor Est, sotto egida ONU, durante la crisi politica del 1999.
Il GOI è stato impiegato dal 2001 al 2005 nell'operazione Enduring Freedom. Dal 2005 operatori del GOI sono distaccati in Afghanistan nell'ambito dell'ISAF ed inquadrati nella Task Force 45. Nel 2012 gli operatori del GOS sono stati impiegati per aprire i varchi subacquei di accesso alla nave da crociera Costa Concordia dopo il naufragio di questa.
Dal 2016 il GOI del COMSUBIN opera anche su richiesta dell'AISE (il servizio d'intelligence per l'estero), per singole missioni riservate fuori area, colmando una lacuna rispetto ai servizi di altri paesi.

## La sede

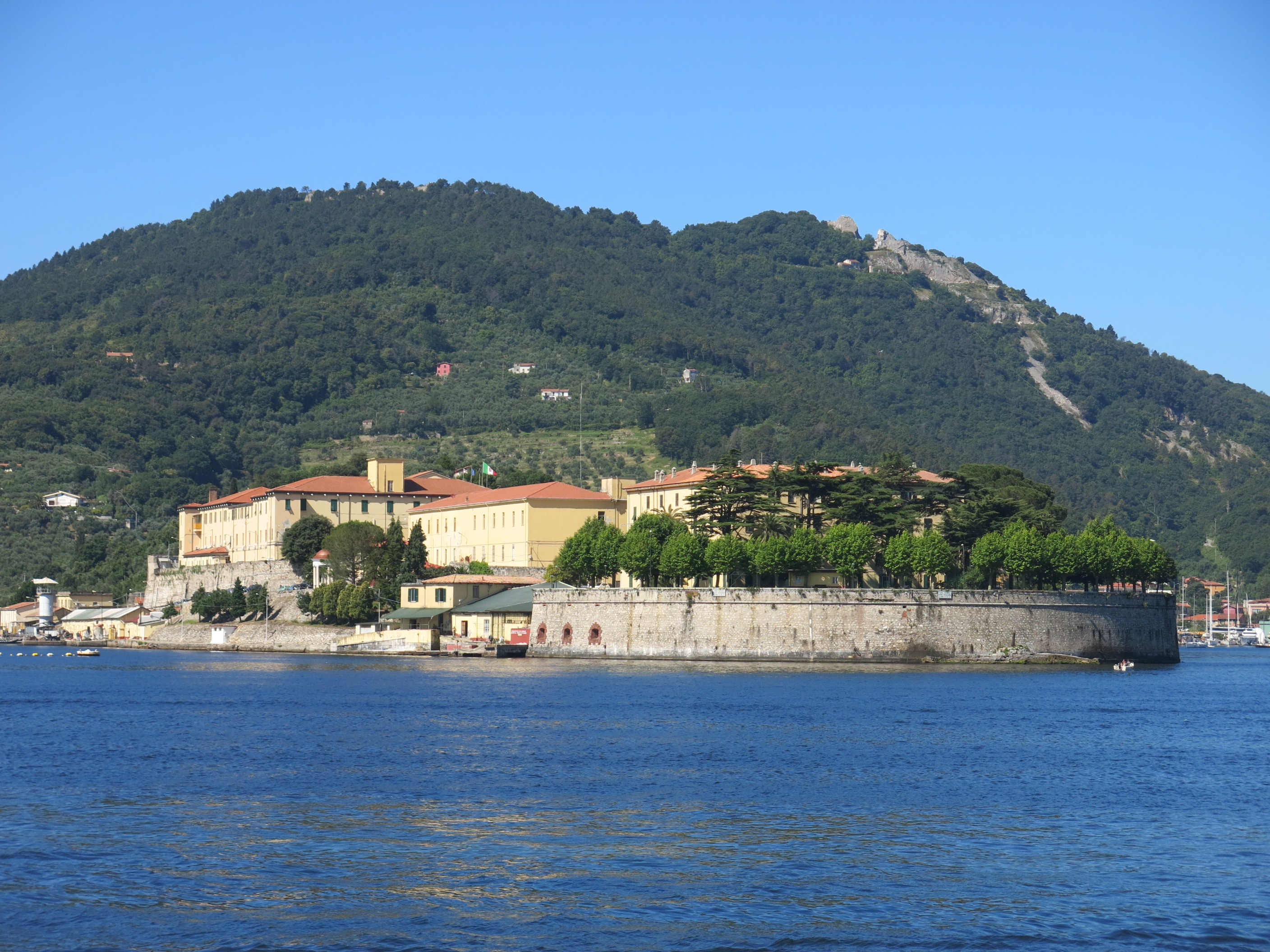
La sede del Comsubin

Il COMSUBIN ha sede a Le Grazie, nell'antica fortezza del Varignano.
Nato come lazzaretto, nel 1888 divenne Comando della Difesa Marittima locale e, successivamente, scuola del Corpo reali equipaggi di Marina per le categorie torpedinieri e radiotelegrafisti.
Infine, nella epoca più moderna, il Varignano divenne dapprima nel 1910 la sede dei palombari della Regia Marina, allorquando la storica Scuola Palombari (sorta a Genova nel 1849) venne quivi trasferita, e in seguito, nel 1952, base degli incursori, categoria neocostituita allo scopo di dare continuità alla tradizione dai combattenti dei mezzi d'assalto della Marina nonché coltivare il bagaglio professionale acquisito durante il secondo conflitto mondiale.
La caserma è intitolata al maggiore del genio navale Teseo Tesei.

## Organizzazione

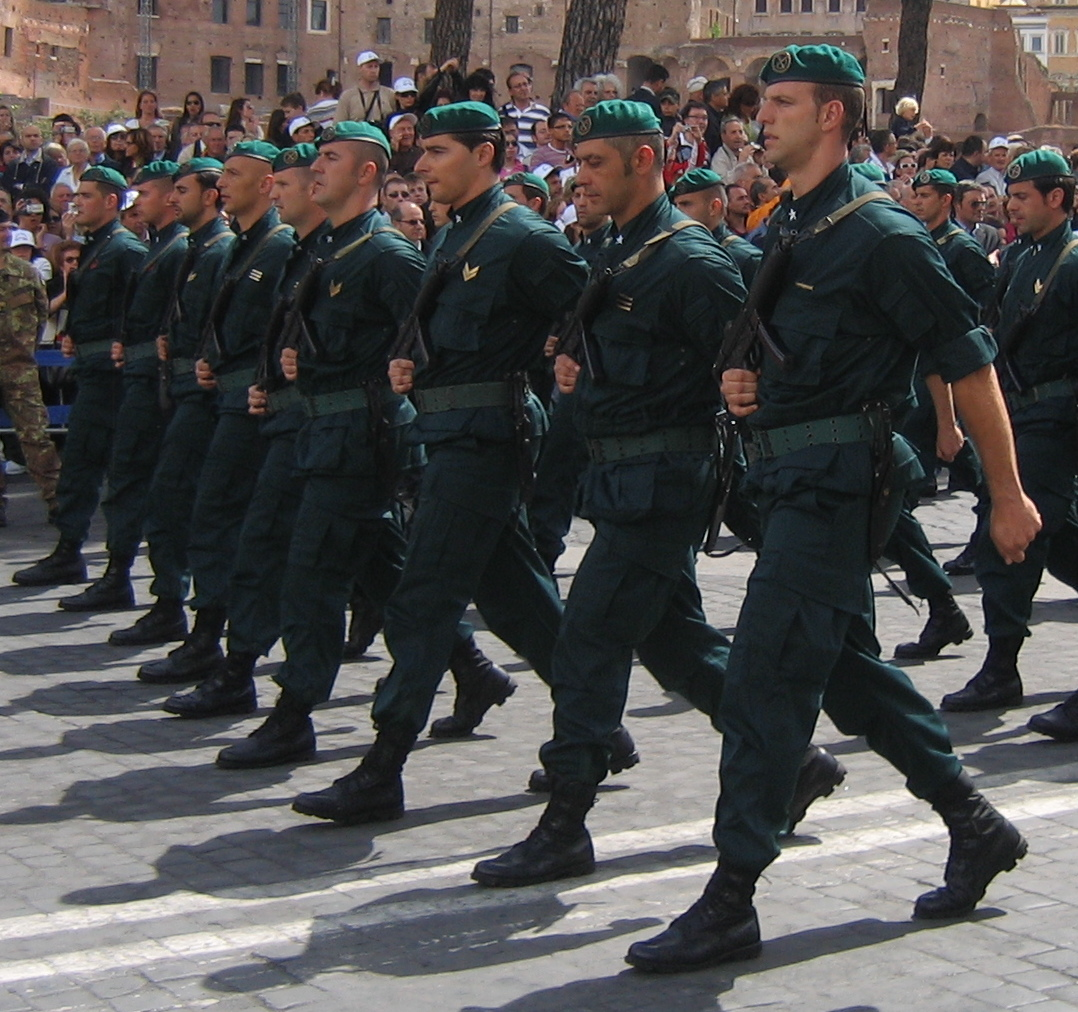
Comsubin in parata nel 2007

Il comandante del reparto, normalmente è un contrammiraglio. Alle sue dirette dipendenze i comandanti di GOI e GOS.
Dal comandante del Raggruppamento dipendono:
- il Quartier generale, che assicura i servizi ed il mantenimento dell'efficienza del Comando al fine di consentire ai gruppi di assolvere alla loro missione.
- il Gruppo operativo incursori (GOI), l'unico reparto di Forze Speciali della Marina Militare, erede degli uomini dei mezzi di assalto della Marina;
- il Gruppo operativo subacquei (GOS), il reparto specialistico alle cui dipendenze sono posti i sommozzatori e i palombari, gli operatori subacquei con le capacità d'immersione più spinte, frutto di una tradizione residente in Marina da circa 170 anni;
- il Gruppo navale speciale, alle cui dipendenze sono poste le unità navali:
  - Anteo,
  - Cabrini e Tedeschi,
  - i motoscafi Pedretti e Marino, e mezzi minori
- il Gruppo scuole, suddiviso in:
  - scuola subacquei
  - scuola incursori
  - scuola di Medicina subacquea ed iperbarica.
- l'Ufficio studi, il centro dello sviluppo tecnologico dei materiali e mezzi utilizzati dagli uomini dei gruppi operativi.

### Gruppo operativo incursori – GOI

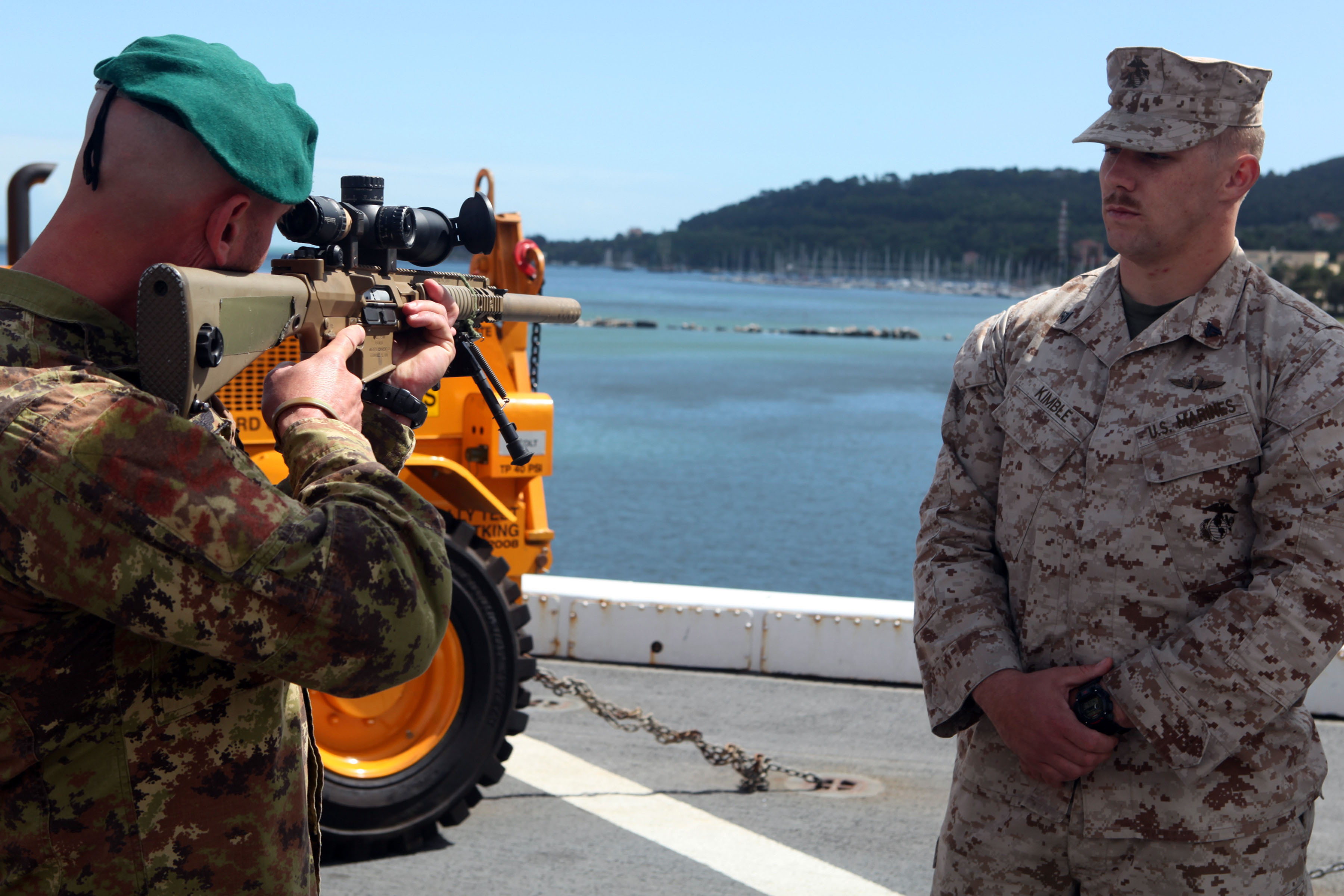
A La Spezia, nel 2012, un tiratore scelto del GOI, a sinistra, illustra a un marine statunitense la corretta impugnatura del fucile, in questo caso un M110

Il GOI, che è l'unità di attacco per le operazioni speciali, fa parte dei reparti validati come forze speciali italiane, sotto il comando operativo del COFS (Comando Interforze per le operazioni delle forze speciali italiane) insieme al 9º Reggimento d'assalto paracadutisti “Col Moschin” - E.I, al 4º Reggimento alpini paracadutisti - E.I., al 185° RRAO "Folgore" - E.I., al Gruppo intervento speciale - CC e al 17º Stormo incursori – A.M. Il GOI è considerato tra le migliori forze speciali della marina al mondo. Negli anni '70 elementi del reparto vennero addestrati dal SAS britannico anche per specializzarsi nell'antiterrorismo e nel salvataggio ostaggi. Il GOI fu in effetti la prima unità militare antiterrorismo nata in Italia e una delle prime al mondo insieme ai colleghi del SAS.
Opera in stretto rapporto con il Reparto Eliassalto per le operazioni aviotrasportate, occupando anche ruoli offensivi nel quadro della propria dottrina operativa «proiettata alla difesa degli interessi nazionali anche fuori dai confini nazionali».
Il personale è interamente professionista e l'addestramento è molto duro, selettivo e approfondito, in modo da garantire elevati standard operativi.

#### Selezione e addestramento
I requisiti per partecipare al corso incursori sono pubblicati su Foglio d'ordini Marina (FOM) edito tra i mesi di settembre e dicembre. Dal 2015 il concorso VFP1 permette di essere inquadrati nelle categorie subacquei e incursori e di poter accedere direttamente ai corsi normali, previo aver superato le visite mediche e le prove fisiche richieste. I vincitori di concorso saranno convocati al Varignano dopo il primo iter addestrativo di 3 mesi, comune a tutti i VFP1, presso Mariscuola Taranto. Il superamento del corso e l'imbascamento possono avvenire solo dopo che gli allievi VFP1 siano passati VFP4.

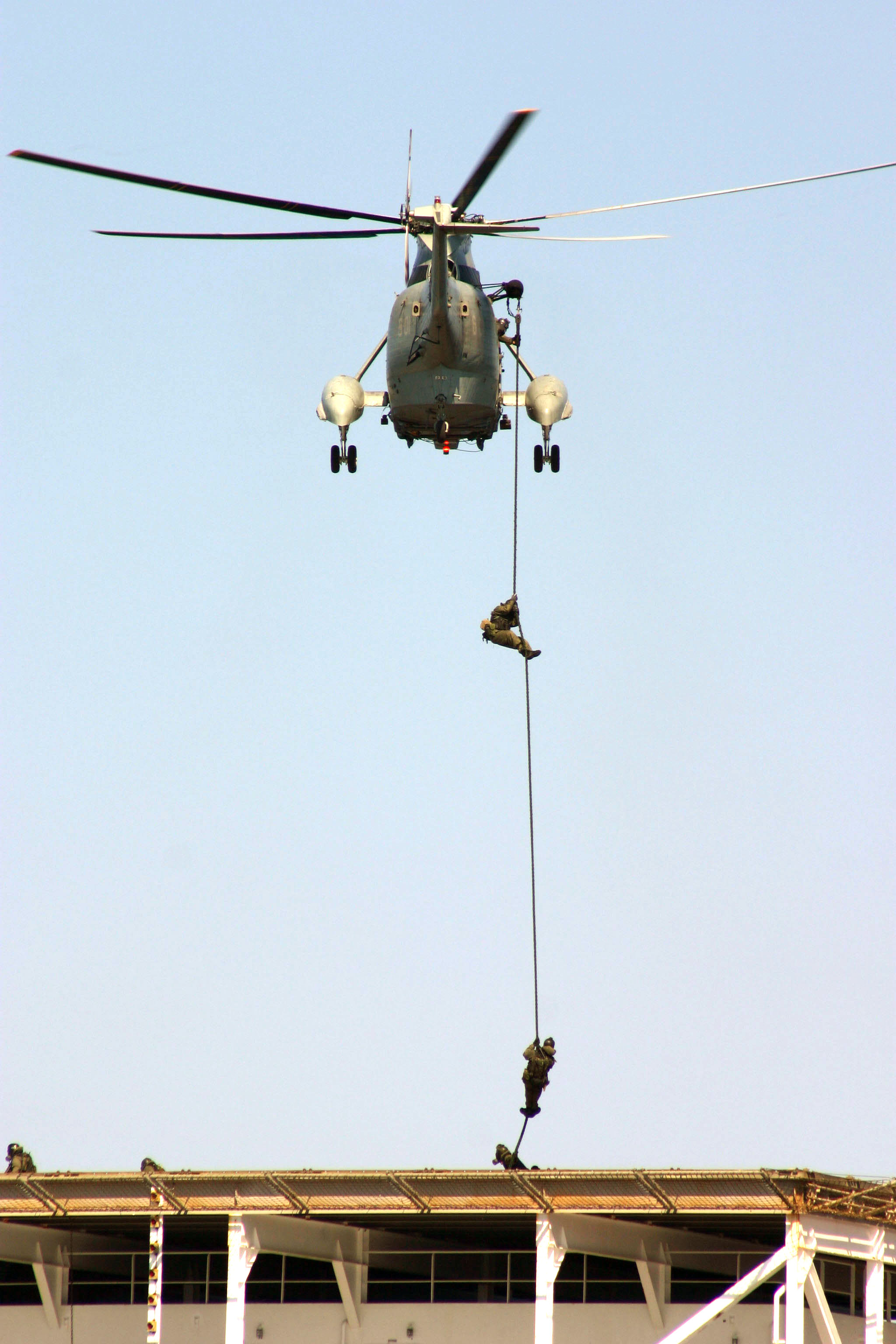
Discesa col barbettone per operazioni di abbordaggio mercantile (esercitazione Clever Sentinel - 2004).

Il corso ordinario incursori si svolge al Varignano presso la Scuola incursori; insegna il silenzio, la tenacia, la pazienza. Si tratta di un programma di addestramento della durata di circa un anno che finisce con la consegna dell'agognato "basco verde" e il conseguimento dell'obiettivo di essere un operatore delle forze speciali della Marina Militare. Il corso inizia nel mese di maggio, ed è suddiviso in un periodo di accentramento, in tre fasi addestrative ed una fase finale.
Fase di accentramento: due settimane durante le quali avviene la valutazione fisica, medica e psicologica degli aspiranti incursori e relativa selezione.
Fase combattimento a terra: dodici settimane incentrate sugli esercizi ginnici, il nuoto, le marce ed i primi rudimenti in termini di combattimento terrestre e navigazione.
Fase combattimento in acqua: della durata di tredici settimane, si concentra sul nuoto di superficie e subacqueo, l'utilizzo degli apparati di respirazione, la capacità di operare in coppia e l'acquisizione di tecniche di assalto navale.
Fase combattimento anfibio: dodici settimane nel corso delle quali si impara ad infiltrarsi fino alla presa di terra e ad operare su diverse tipologie di terreno costiero, fino all' azione diretta contro installazioni nemiche, e l'uso di armi ed esplosivi.
Fase finale: della durata di quindici settimane che vede gli allievi pianificare ed effettuare una serie di operazioni, la cui riuscita contribuirà al punteggio negli esami finali.
Dopo il corso ordinario, i neo-brevettati incursori, non ancora considerati pronti al combattimento (combat ready), conseguono il brevetto di paracadutismo con la fune di vincolo presso il Centro addestramento paracadutismo (CAPAR) di Pisa, effettuando un corso della durata di 4 settimane quale preludio al successivo corso per il conseguimento della qualifica "combat ready" presso il gruppo operativo: il corso integrativo incursori.
Il corso integrativo dura dai sei agli otto mesi, nei quali gli operatori sono introdotti alle tecniche e tattiche del gruppo operativo.

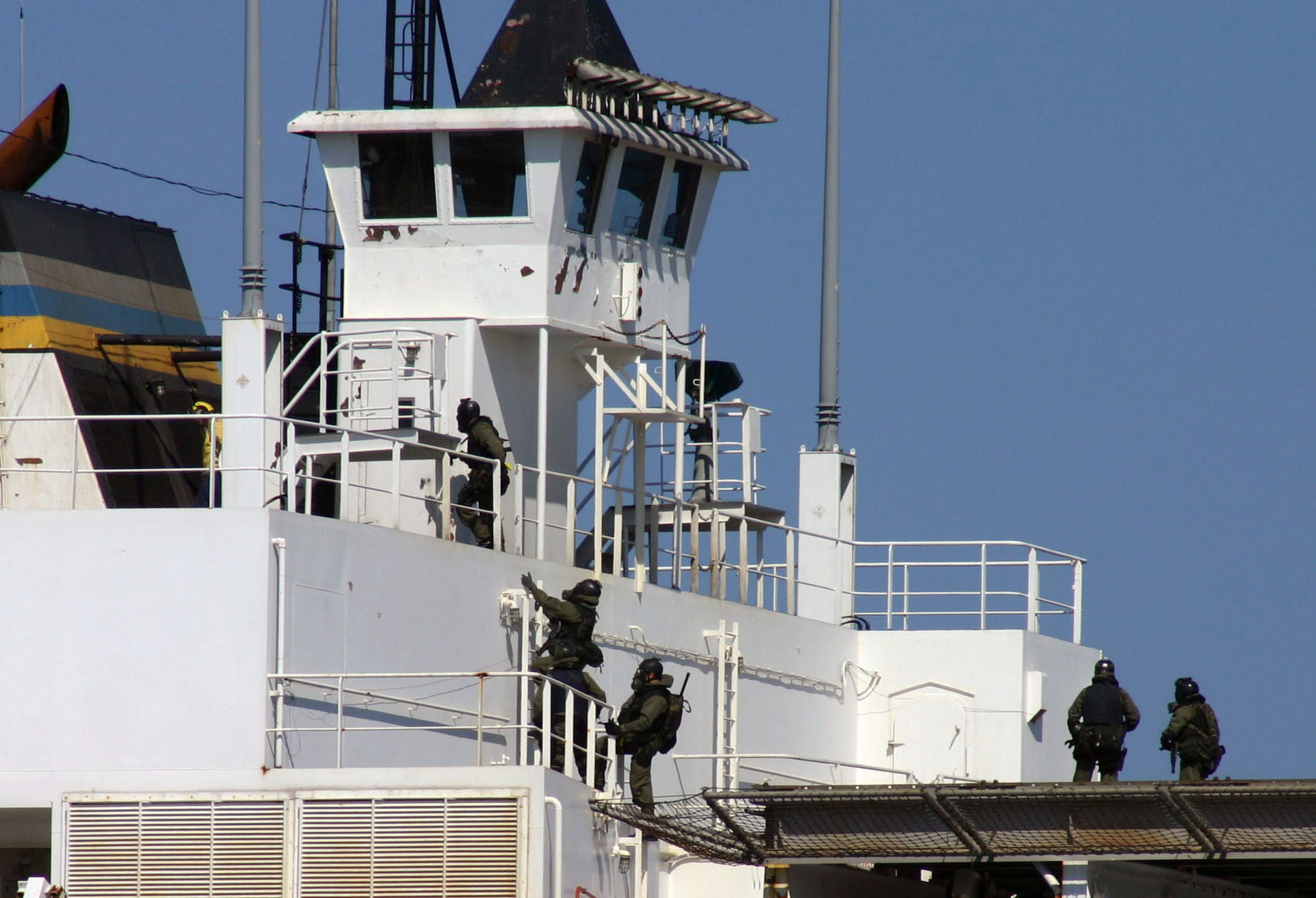
incursori di COMSUBIN durante l'esercitazione Clever Sentinel (acque del Mediterraneo - 2004)

La formazione degli incursori, che non si può mai definire conclusa, prosegue con la frequenza di ulteriori corsi di specializzazione e di perfezionamento, sia in Italia che all'estero; i singoli operatori potranno così, compatibilmente con le loro attitudini specifiche e con le necessità organiche del reparto, incrementare il loro bagaglio di conoscenze, ampliare le loro possibilità d'intervento e approfondire specifiche professionalità.

#### Altri corsi
- corso tiratore scelto presso scuole d'arma italiane ed estere (USA).
- corso FAC (Forward Air Controller ovvero controllore aereo avanzato), per abilitazione alle missioni FAC,
- corso soccorritore militare.
- corso sommozzatori presso il Gruppo scuole (40 m, 50 m, 60 m ARA e ARM).
- corso di pattuglia guida e comandante di pattuglia guida presso il CAPAR (Centro addestramento paracadutismo) di Pisa.
- corso di indottrinamento intelligence e HUMINT (Human Intelligence) presso il CII (Centro intelligence interforze) di Ponte Galeria (Roma).
- corso di abilitazione all'utilizzo di natanti.
- corso di abilitazione a lanci TCL (Tecnica Caduta Libera) e HAHO/HALO.

Altri corsi quali interprete di aerofotografia, fotografo subacqueo, e molti altri di perfezionamento svolti all'estero presso l'International Special Traning Center – ISTC di Pfullendorf, in Germania, la scuola delle Forze Speciali della NATO.

### Gruppo operativo subacquei – GOS
Il Gruppo operativo subacquei (GOS) è una forza specialistica della Marina Militare, deputata alla conduzione di operazioni subacquee complesse e specializzata nella bonifica dalle mine e da ordigni inesplosi trovati in mare, negli interventi tecnici a quote profonde e nel soccorso e supporto tecnico agli equipaggi delle unità sottomarine.

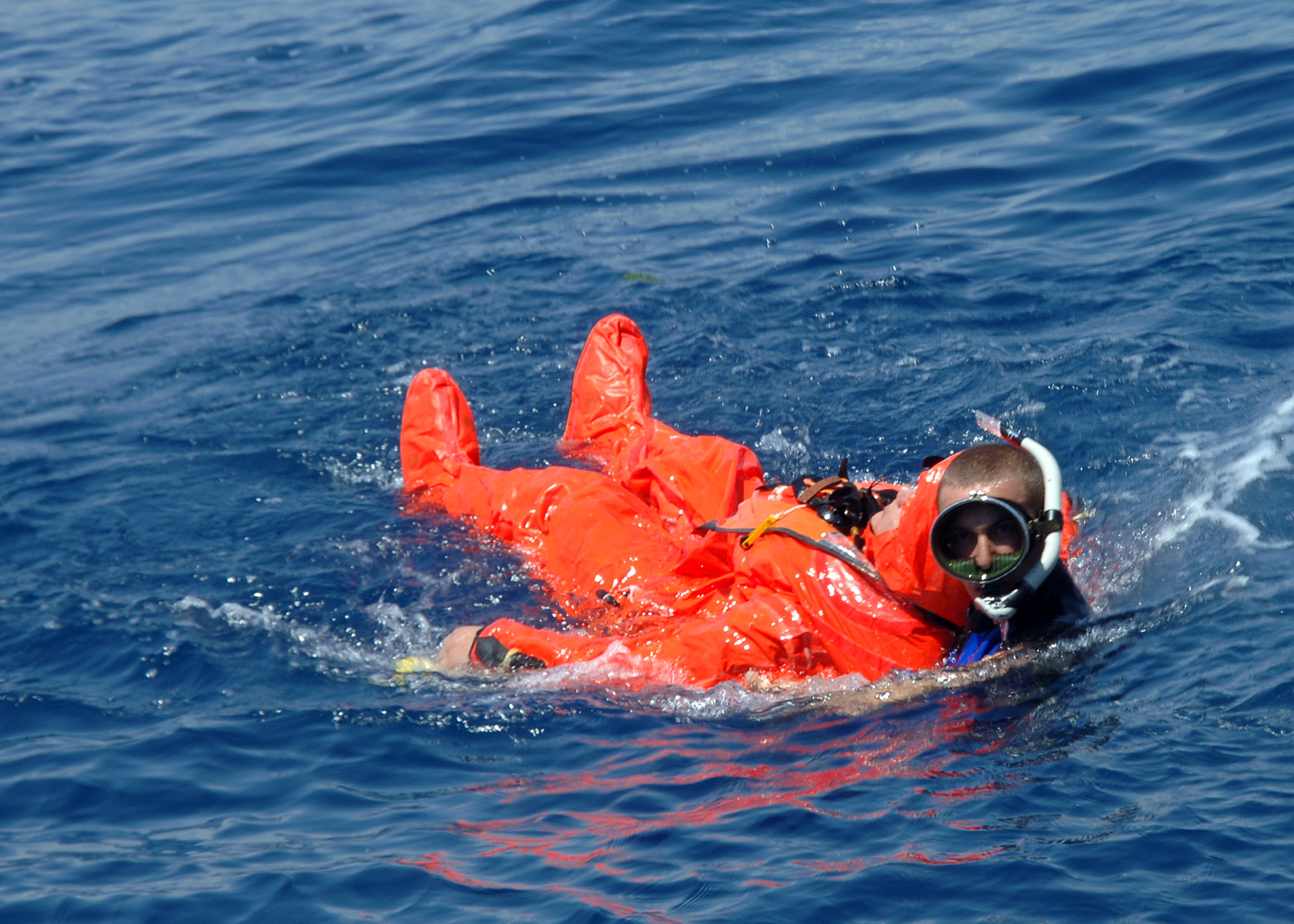
Sommozzatore italiano del GOS durante esercitazione NATO

I palombari e sommozzatori del GOS sono responsabili della difesa subacquea delle unità della Marina Militare in porto, tramite interventi anti-sabotaggio nei confronti di eventuali incursioni ostili, controlli sulle carene delle navi per accertarsi dell'assenza di ordigni, o nello svolgimento di altre operazioni subacquee di rilievo, come sopralluoghi su relitti affondati a seguito di incendi o sinistri.
Il Gruppo operativo subacquei è parte integrante del Raggruppamento subacquei e incursori "Teseo Tesei" e ne condivide la sede sul promontorio del Varignano, nel comune di Portovenere (La Spezia).
Il Gruppo operativo subacquei è retto da un ufficiale superiore, dal rango non inferiore a capitano di fregata.
I Palombari della Marina sono il punto di riferimento italiano per la dottrina e le attrezzature in campo di immersioni.
Il GOS è generalmente chiamato a operare anche per attività di protezione civile. Il 24 dicembre 1978 intervenne per recuperare il relitto dell'aereo caduto vicino a Punta Raisi (Palermo) caduto in mare nella notte tra il 22 e il 23 dicembre in cui morirono 108 persone dei 129 presenti sul volo.
Il 13 gennaio 2012 intervennero per primi sulla nave da crociera Costa Concordia, naufragata sugli scogli dell'isola del Giglio (GR), con l'apertura di varchi mediante cariche esplosive sulla chiglia semicapovolta, per consentire la ricerca di superstiti all'interno della nave.
L'immersione fino a 300 metri è possibile con l'ausilio di impianti integrati imbarcati sulle navi del Gruppo navale speciale, con impiego di miscele respiratorie ad elio-ossigeno e con tecniche di intervento in saturazione.
Il soccorso ai sommergibili sinistrati viene effettuato con una Campana McCann fino a 130 m, un minisommergibile Drass-Galeazzi SRV-300 o per mezzo immersioni con scafandro rigido articolato (ADS) fino ai 300 metri.

#### Nuclei
All'interno del GOS operano diversi nuclei specialistici:
- Nucleo Submarine Parachute Assistance Group (SPAG), operatori subacquei avio-lanciabili e palombari per il soccorso a sottomarini
- Nucleo EOD, operatori artificeri subacquei
- Nucleo Iperbarico, palombari per operazioni profonde, fino a 250 metri
- Nuclei SDAI (La Spezia, Taranto, Augusta, Cagliari, La Maddalena, Ancona), Sminamento difesa antimezzi insidiosi

#### Personale
Il personale è diviso in due tipologie: il personale imbarcato ed il personale basato a terra.
Il personale imbarcato costituisce i nuclei imbarcati sulle unità del Gruppo navale speciale (specialmente su nave Anteo), sulle unità cacciamine (abilitati OSSALC ed EOD) e sulle unità maggiori (abilitati OSSALC).
Il personale basato a terra, invece, costituisce il Reparto Pronto Impiego (RPI) basato al Varignano ed i Nuclei SDAI (Servizio difesa antimezzi insidiosi) presenti nelle basi maggiori della Marina Militare italiana.
Le peculiarità dei palombari del GOS, a differenza di tutti gli altri sommozzatori (comunque formati per loro natura alla Scuola sommozzatori del Varignano) sono sostanzialmente quattro:
- un meticoloso e accurato iter formativo subacqueo, che vede impegnati per quasi un anno istruttori di grande esperienza professionale dalle 12 alle 20 ore al giorno, in un rapporto istruttore-allievo che per alcune discipline è di 1 a 1;
- l'elevatissima acquaticità conseguita, esprimibile in ogni condizione di visibilità, corroborata da grandi capacità lavorative subacquee di vario genere (lavori di carpenteria come saldatura e taglio subacqueo, recupero dal fondo di scafi o materiali affondati, ecc);
- capacità d'impiego di qualunque sistema per immersione esistente, dagli autorespiratori a ossigeno a quelli a miscele di gas, dai sistemi asserviti dalla superficie agli impianti integrati per immersioni profonde, dal tradizionale scafandro palombaro allo scafandro rigido articolato ADS (Atmospheric Diving System) per immersioni fino a 300 metri;
- la flessibilità d'impiego, che consente loro di essere utilizzati per operare in qualsiasi scenario, sia militare che civile, dove vi sia la necessità d'intervenire.

### Il gruppo scuole

#### La scuola subacquei
La Scuola subacquei del COMSUBIN è l'erede diretta della "Scuola palombari" fondata a Genova il 24 luglio 1849 su proposta del generale Enrico Morozzo della Rocca, ministro della guerra e della Marina del Regno di Sardegna, con istruttore inglese. L'Istituto formava il personale capace di operare con lo scafandro da palombaro a 10 metri di profondità per più di tre ore. Nel 1934 la scuola fu spostata all'Arsenale San Bartolomeo, a La Spezia.
Nel corso della prima guerra mondiale e nella seconda i palombari furono spesso impegnati in operazioni di recupero di scafi affondati. Con la fine della seconda guerra la scuola palombari viene fusa con la scuola sommozzatori di Livorno per creare il MARICENTROSUB di Varignano.
Nel dopoguerra i palombari moderni acquisirono la più grande quantità di stimoli per la creazione degli odierni Reparti subacquei: i numerosi relitti delle Unità navali affondate nei porti furono infatti rimossi con un'eroica e prolungata opera.
Già dalla fine degli anni 1940 si concretizzò l'impresa di bonifica, di fatto ancora in corso, dalle mine e dagli ordigni posati durante il conflitto. Le esperienze maturate hanno permesso di avviare uno studio più approfondito delle possibilità di impiego di professionisti capaci di lavorare in profondità, con crescente complessità operativa.
Il Raggruppamento con la scuola subacquei nell'attuale organizzazione, è stato istituito nel 1954, con lo scopo di unificare le varie entità operanti in campo subacqueo.
Oltre a selezionare e formare i nuovi sommozzatori e palombari della Marina, ha il compito di addestrare gli operatori subacquei di tutte le forze armate e corpi di polizia dello Stato.
Arruolamento e didattica
L'istituzione, che costituisce un'assoluta eccellenza per quantità di brevetti disponibili per i professionisti dei lavori subacquei, fornisce in diversi momenti dell'anno vari corsi di base, destinati a specifiche categorie di personale delle Forze Armate.
- Il corso OSSALC (Operatore del servizio di sicurezza abilitato ai lavori in carena) è un corso di due mesi a cui possono accedere tutti i membri delle Forze armate, al termine del quale si consegue un brevetto per l'uso dell'autorespiratore ad aria (ARA) entro i 15 metri di profondità.
- Il corso sommozzatori dura cinque mesi ed è aperto a graduati e volontari in ferma breve della Marina Militare e membri delle Capitanerie di porto, oltre che di membri di altre forze armate. Esso permette di conseguire un brevetto per l'uso di autorespiratori ad aria, ossigeno e miscela (rispettivamente a 60, 12 e 54 metri).
- Il corso ordinario palombari dura undici mesi ed è aperto a sottufficiali e truppa in servizio permanente della Marina Militare. Esso permette l'uso degli autorespiratori, delle attrezzature da palombaro (leggere o classiche) e apre le porte a diversi corsi specialistici per l'uso di attrezzature iperbariche, veicoli subacquei, scafandri rigidi per immersioni profonde e per il brevetto di artificiere subacqueo;
- Il corso di abilitazione Sub è un corso destinato agli ufficiali di Marina, arricchito di nozioni specifiche per il ruolo.

|                                     | OSSALC 6 mesi | Sommozzatore 5 mesi | Palombaro 11 mesi |
| ----------------------------------- | ------------- | ------------------- | ----------------- |
| Autorespiratore ad aria             | 15 m          | 40 m                | 60 m              |
| Autorespiratore a ossigeno          | /             | 12 m                | 12 m              |
| Autorespiratore a miscela           | /             | 24 m                | 54 m              |
| Palombaro leggero (ASAS)            | /             | 15 m                | 60 m              |
| Scafandro da palombaro (AN)         | /             | /                   | 40 m              |
| Conduzione di impianti iperbarici   | /             | /                   | 60 m              |
| Artificiere subacqueo (EOD)         | /             | /                   | Sì                |
| Immersioni profonde                 | /             | /                   | 300 m             |
| Scafandri rigidi articolati         | /             | /                   | 300 m             |
| Minisommergibile di salvataggio SMG | /             | /                   | 300 m             |
| Campana di salvataggio SMG          | /             | /                   | 120 m             |

L'adesione è volontaria, previo superamento di un iter selettivo che prevede un'accurata visita medica polispecialistica, accertamenti psicoattitudinali e il superamento di una prova di efficienza fisica e di acquaticità.
L'accuratezza della selezione porta a escludere circa la metà dei candidati allievi a ogni ciclo di selezione, mentre la durezza del corso porta a brevettare, per il corso Ordinario Palombari, solo uno ogni cinque aspiranti.
Al termine del corso, ai promossi viene consegnato il basco blu, simbolo dei Palombari della Marina Militare.

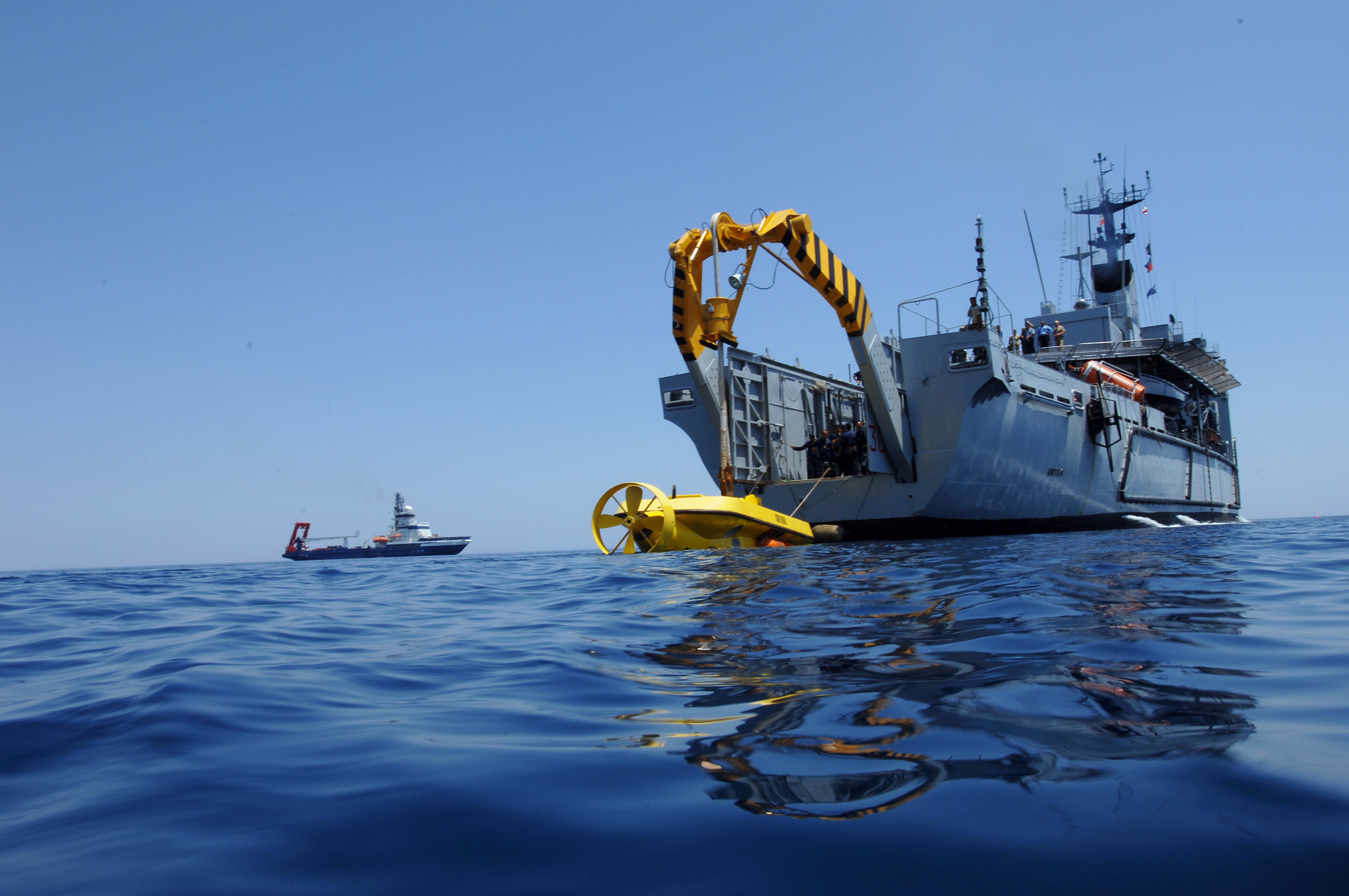
L'Anteo mette in mare un veicolo DSRV

### Gruppo navale speciale
Il Gruppo navale speciale (COMGRUPNAVIN) fornisce il supporto navale e subacqueo al personale dei gruppi operativi GOI e GOS, e delle scuole di Comsubin.
- Nave Anteo (A5309)
  - Battello subacqueo DRASS Galeazzi DSRV-300
  - veicolo filoguidato tipo FALCON
  - campana di salvataggio MCCANN
- Unpav "Angelo Cabrini" (P420)
- Unpav "Tullio Tedeschi" (P421)[26]
- Motoscafo appoggio subacquei "Alcide Pedretti" (Y499)

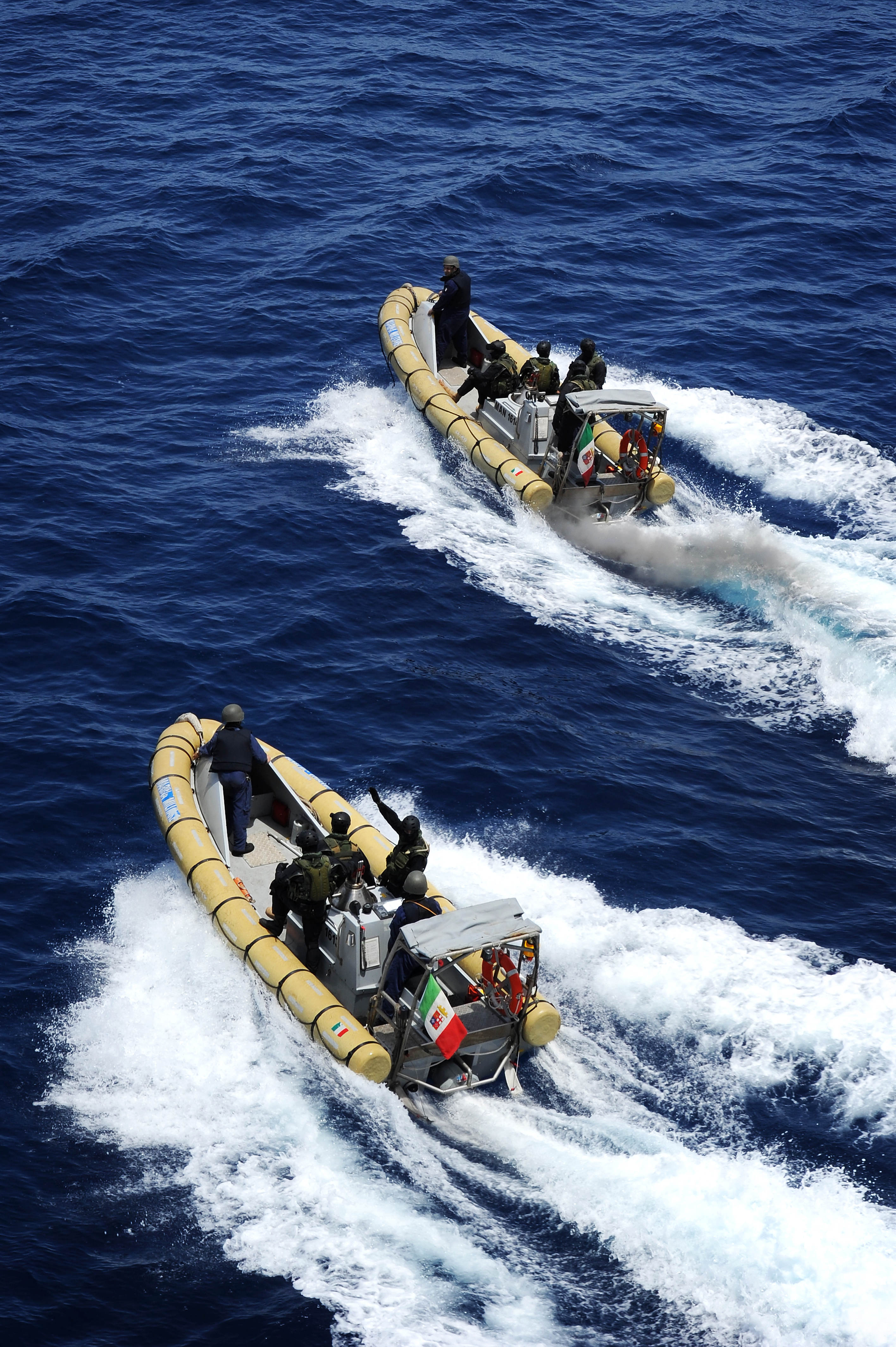
Due gommoni del GOI

- Motoscafo appoggio subacquei "Mario Marino" (Y498)

#### Imbarcazioni speciali
Utilizzano inoltre battelli d'assalto a chiglia rigida offshore e gommoni gonfiabili:
- Zodiac Futura Commando 470
- RHIB (Rigid Hulled Inflatable Boat) Zodiac Hurricane 733 II.
- RHIB Zodiac Hurricane 753", da 20 posti

Inoltre, data la prerogativa del reparto orientato all'attacco navale, il GOI è dotato di mezzi subacquei insidiosi moderni (concepiti, sviluppati e costruiti in Italia) che traggono le loro origini concettuali (sia tecniche che operative) dagli SLC (siluri a lenta corsa) e dai minisommergili Caproni CA/CB.
Infine, per determinate operazioni di infiltrazione via mare, gli operatori del GOI possono contare anche sull'utilizzo dei sommergibili del COMFORSUB (Comando forze subacquee).

## Comandanti
Dagli anni 2000
- ammiraglio di divisione Giancarlo Cicchetti (ottobre 1998 - novembre 2002)
- ammiraglio di divisione Roberto Paperini (novembre 2002 - maggio 2006)
- contrammiraglio Donato Marzano (maggio 2006 - settembre 2008)
- contrammiraglio Giuseppe Cavo Dragone (settembre 2008 - settembre 2011)
- ammiraglio di Divisione Mario Caruso (settembre 2011 - settembre 2013)
- contrammiraglio Francesco Chionna (settembre 2013 - gennaio 2016)
- ammiraglio di divisione Paolo Pezzutti (gennaio 2016 - settembre 2019)[27]
- contrammiraglio Massimiliano Rossi (settembre 2019 - giugno 2024)
- contrammiraglio Stefano Frumento (da giugno 2024)

## Armi ed equipaggiamenti[28]
Armi individuali:
| Nome                        | Calibro                    | Tipo                                       | Nazionalità |
| --------------------------- | -------------------------- | ------------------------------------------ | ----------- |
| Heckler & Koch P11          | 7,62x36                    | pistola subacquea                          | Germania    |
| Beretta 92 FS               | 9x19 mm Parabellum         | pistola semiautomatica                     | Italia      |
| Beretta 8000 Cougar         | 9x19 mm Parabellum         | pistola semiautomatica                     | Italia      |
| Beretta 92 STOCK            | 9x19 mm Parabellum         | pistola semiautomatica                     | Italia      |
| Glock 17                    | 9x19 mm Parabellum         | pistola semiautomatica                     | Austria     |
| Glock 43X                   | 9X19 mm                    | pistola semiautomatica                     | Austria     |
| Glock 41                    | .45 ACP                    | pistola semiautomatica                     | Austria     |
| Heckler & Koch MP5A3/SD3/K  | 9 × 19 mm Parabellum       | pistola mitragliatrice                     | Germania    |
| Heckler & Koch MP7          | 4,6 × 30 mm                | pistola mitragliatrice/PDW                 | Germania    |
| Heckler & Koch 416          | 5,56x45 mm NATO            | fucile d'assalto                           | Germania    |
| Heckler & Koch 417          | 7,62x51 mm NATO            | fucile d'assalto                           | Germania    |
| SIG MCX                     | 300 Blackhawks 7,62 × 35mm | fucile d'assalto                           | Svizzera    |
| Colt M4                     | 5,56x45 mm NATO            | fucile d'assalto                           | Stati Uniti |
| Heckler & Koch G36          | 5,56 × 45 mm NATO          | fucile d'assalto                           | Germania    |
| Benelli M3 Super 90 short   | Calibro 12                 | fucile a canna liscia semiautomatico       | Italia      |
| Fabarm STF 12 Short         | Calibro 12                 | fucile a pompa                             | Italia      |
| Beretta RS202               | Calibro 12                 | fucile a pompa                             | Italia      |
| SIG SAUER 716               | 7,62X51mm                  | Fucile di precisione semiautomatico        | Stati Uniti |
| SIG SAUER 716G2             | 6,5X49 creedmoor           | Fucile di precisione semiautomatico        | Stati Uniti |
| Kinight’s Armament SR-25    | 7,62 × 51 mm NATO          | fucile di precisione semiautomatico        | Stati Uniti |
| Heckler & Koch G3SG1        | 7,62X51mm NATO             | fucile di precisione semiautomatico        | Germania    |
| Sako SSR mk3                | 7,62X51mm NATO             | fucile di precisione ad otturatore rotante | Finlandia   |
| Accuracy International AW   | 7,62 x 51 mm NATO          | fucile di precisione                       | Regno Unito |
| Accuracy International AX   | .338 Lapua Magnum          | fucile di precisione                       | Regno Unito |
| Accuracy International AW50 | 12,7 x 99 mm NATO          | fucile di precisione                       | Regno Unito |
| Victrix Scorpio T           | .338 Lapua Magnum          | carabina di precisione                     | Italia      |
| Victrix Tormentum           | .408 ceytac                | carabina di precisione                     | Italia      |
| Accuracy International AXMC | .338 Lapua Magnum          | fucile di precisione                       | Regno Unito |
| Victrix Corvo               | .50 BMG                    | fucile anti-materiali                      | Italia      |
| Barrett M107                | 12,7 × 99 mm NATO          | fucile di precisione                       | Stati Uniti |
| Armscore/Milkor MGL-140     | 40X46mm                    | Lancia granate a tamburo                   | Stati Uniti |
| Heckler & Koch HK69A1       | 40X46mm                    | Lancia Granate a colpo singolo             | Germania    |
| RM-Equipement M203a1        | 40X46mm                    | Lancia Granate a colpo singolo             | Stati Uniti |
| Rafael SPIKE MR/LR/ER       | 130mm MR/LE 170mm ER       | missili anticarro                          | Israele     |

Armi di squadra:
| Nome               | Calibro           | Tipo                     | Nazionalità |
| ------------------ | ----------------- | ------------------------ | ----------- |
| SIG SAUER LMG      | 6,8x51 mm NATO    | Mitragliatrice leggera   | Stati Uniti |
| FN Minimi          | 5,56x45 mm NATO   | Mitragliatrice leggera   | Belgio      |
| FN Minimi Mk3      | 7,62x51 mm NATO   | Mitragliatrice leggera   | Belgio      |
| US Ordnance M60E4  | 7,62x51 mm NATO   | Mitragliatrice leggera   | Stati Uniti |
| MG 42/59 Beretta   | 7,62x51 mm NATO   | Mitragliatrice leggera   | Italia      |
| Browning M2        | 12,7 x 99 mm NATO | Mitragliatrice pesante   | Stati Uniti |
| Heckler & Koch GMG | 40 x 53 mm        | Lanciagranate automatico | Germania    |
| M72A12 LAW Nammo   | 66 mm             | Lanciarazzi              | Norvegia    |
| Matador -90 Rafael | 90 mm             | Lanciarazzi              | Israele     |

Accessori Armi :
| Nome                              | Tipo                                            | Nazionalità |
| --------------------------------- | ----------------------------------------------- | ----------- |
| Trijicon ACOG                     | Mirino telescopico 4X32                         | Stati Uniti |
| Trijicon RMR                      | Mirino a punto rosso compatto                   | Stati Uniti |
| Aimpoint CompM4s                  | Mirino a punto rosso                            | Svezia      |
| Aimpoint Comp M2                  | Mirino a punto rosso                            | Svezia      |
| Aimpoint T1                       | Mirino a punto rosso compatto                   | Svezia      |
| Aimpoint 3XMAG                    | Magnifier per ingrandimento X3                  | Svezia      |
| Raytheon Elcan SPECTRE DR         | ottica ad ingrandimento variabile 1X-4X         | Canada      |
| EOTech EXPS3                      | Mirino olografico                               | Stati Uniti |
| EOTech G33                        | Magnifier per ingrandimento X3                  | Stati Uniti |
| Schmidt & Bender PM II            | Short dot 1-8X24mm                              | Germania    |
| Schmidt & Bender PM II            | Ottica 5-25X56mm                                | Germania    |
| Schmidt & Bender PM II High Power | Ottica 3-27X56mm                                | Germania    |
| Schmidt & Bender II Ultra Bright  | Ottica 3-12X54mm                                | Germania    |
| Insight M6X                       | torcia tattica / puntatore laser per arma corta | Stati Uniti |
| Insight An-peq14 LAM1100          | torcia/puntatore laser per arma corta           | Stati Uniti |
| Insight LA5 Peq ATPIAL            | puntatore/illuminatore laser                    | Stati Uniti |
| Insight AN/PEQ-15                 | Puntatore/illuminatore Laser                    | Stati Uniti |
| Insight CNVD T3                   | Camera termica per visione notturna             | Stati Uniti |

Veicoli terrestri:
| Nome                        | Tipo                                    | Nazionalità |
| --------------------------- | --------------------------------------- | ----------- |
| Jankel Armouring “Fox” LRPV | Veicolo 4X4 da pattuglia e ricognizione | Regno Unito |
| Land Rover Defender         | fuoristrada 4X4                         | Regno Unito |
| Volkswagen Amarok           | fuoristrada pickup 4X4                  | Germania    |
| Iveco VM 90                 | Veicolo Multiruolo 4X4                  | Italia      |
| Iveco LMV                   | Veicolo Tattico Leggero Multiruolo 4X4  | Italia      |

Imbarcazioni :
| Nome                     | Tipo                                                                        | Nazionalità |
| ------------------------ | --------------------------------------------------------------------------- | ----------- |
| Intermarine UNPAV        | Unità navale polifunzionale per il supporto alle operazioni degli incursori | Italia      |
| ZODIAC Hurricane 733     | Gommone a chiglia rigida                                                    | Canada      |
| ZODIAC Hurricane MACH II | Gommone a chiglia rigida                                                    | Canada      |
| ZODIAC Hurricane 930     | Gommone a chiglia rigida                                                    | Canada      |

## Preghiera dell'assaltatore
la vittoria e il ritorno, Tu conceda,
ma se una sola cosa, o Dio, darai,
la vittoria concedi sola!»

## Onorificenze
Inoltre al personale dei "mezzi d'assalto" della Marina Militare prima e di COMSUBIN poi sono state assegnate individualmente:
- 4 Croci di Cavaliere dell'Ordine militare d'Italia
- 29 Medaglie d'oro al valore militare
- 104 Medaglie d'argento al valore militare
- 33 Medaglie di bronzo al valore militare
- 2 Medaglie d'argento al valor di marina
- 2 Medaglie di bronzo al valor di marina